# Блоктон (Ајова)
Блоктон (енгл. Blockton) град је у америчкој савезној држави Ајова. По попису становништва из 2010. у њему је живело 192 становника.

## Демографија
Према попису становништва из 2010. у граду је живело 192 становника, што је 0 (0,0%) становника више него 2000. године.
| Група             | 2000.       | 2010.       |
| Белци             | 190 (99,0%) | 187 (97,4%) |
| Афроамериканци    | 0 (0,0%)    | 0 (0,0%)    |
| Азијати           | 0 (0,0%)    | 0 (0,0%)    |
| Хиспаноамериканци | 1 (0,5%)    | 4 (2,1%)    |
| Укупно            | 192         | 192         |